# آکوابونتی
آکوابونتی (انگلیسی: AquaBounty) شرکت فناوری زیستی آمریکایی است، که در سال ۱۹۹۱ تأسیس شد.